# Leonard Fraser
Leonard John Fraser (ur. 27 czerwca 1951, zm. 1 stycznia 2007) – australijski seryjny morderca, gwałciciel i pedofil. Udowodniono mu 4 zabójstwa, jednak ofiar mogło być znacznie więcej.
W 1999 roku, Fraser został aresztowany za porwanie, gwałt i zabójstwo 9-letniej dziewczynki w Rockhampton. W czasie przeszukania jego mieszkania znaleziono przedmioty, które należały do kilku innych, zamordowanych kobiet. Zaowocowało to kolejnym oskarżeniami. W mieszkaniu znaleziono też kosmyki włosów należące do trzech kobiet, których tożsamości nie udało się ustalić. Były to prawdopodobnie kolejne ofiary Frasera.
Za cztery morderstwa sąd skazał Frasera w 2003 roku na dożywocie. Na rozprawie sędzia nazwał go seksualnym drapieżnikiem, który stanowił ogromne zagrożenie dla społeczeństwa.
Leonard Fraser zmarł 1 stycznia 2007 roku na zawał serca.
Ofiary, których zabójstwo udowodniono Fraserowi:
- Keyra Steinhardt
- Beverley Leggo
- Sylvia Benedetti
- Julie Turner